# زنگ زرد گندم
زنگ زرد گندم یا زنگ نواری (نام علمی: Puccinia striiformis) نام یک گونه از راسته زنگار است.
زنگ زرد یا زنگ نواری یا زنگ خطی گندم با عامل Puccinia striiformis در اصطلاح انگلیسی strip rust گفته می شود و تا حدودی تریتیکاله و چاودار و بعضی از گرامینه‌ های دیگر را تحت تأثیر قرار می‌دهد. به نظر می‌رسد یولاف نسبت به این بیماری مصون باشد. تاکنون میزبان واسطی برای ان شناخته نشده‌است. این بیماری در دمای پایین‌تر از دمای مناسب برای توسعه زنگ ساقه و برگ صورت می‌گیرد. بیماری زنگ زرد گندم در صورت وجود شرایط مساعد آب و هوایی (درجه حرارت خنک، هوای ابری ،رطوبت بالا،تناوب بارندگی) و کشت ارقام حساس گندم می تواند خسارت جبران ناپذیری به این محصول وارد کند.
یوریدیها به صورت نوارها یا خطوط زرد باریک عمدتاً روی برگ‌ها و سنبلچه‌ها تشکیل می‌شوند. زمانی که خوشه‌ها آلوده می‌شوند تاول‌ها در سطح داخلی پوشینه‌ها و پوشینک‌ها ظاهر شده، در بعضی مواقع دانه‌های در حال تشکیل را مورد حمله قرار می‌دهند. یوریدیوسپورهای دو سلولی، به رنگ قهوه‌ای تیره و از نظر شکل و اندازه شبیه به P.recondita است. تلیوسپورها نقش چندانی در چرخه زندگی قارچ ندارند. تلیاها بر روی سطح غلاف وبرگ به صورت نوارهای قهوه‌ای تیره که به وسیله روپوست (اپیدرم) پوشیده شده‌اند، به وجود می‌آیند. در مناطقی که دما خیلی پایین نیست، قارچ به صورت یوریدیوسپور و میسلیوم روی غلاتی که در پاییز کشت شده‌اند، زمستان‌گذرانی می‌کند. شیوع و تهاجم ثانوی در شرایط خنک بهار آغاز می‌شود .
کنترل زنگ زرد:
استفاده از ارقام مقاوم یا متحمل در اولویت قرار دارد.
سایپروکونازول (آلتو) SL 10% نیم لیتر در هکتار)
تبوکونازول (فولیکور) EW 25% یک لیتر درهکتار)
فلوتریافول (ایمپکت) SC 12.5% یک لیتر در هکتار)
پروپیکونازول (تیلت) EC 25% نیم لیتر درهکتار)
کنترل شیمیایی: به محض مشاهده اولین علائم کانون‌کوبی شود. درصورت وجود همه‌گیری بهتر است در مرحله سنبله مبارزه انجام شود.